# Апостол Папаконстантину
Апостол (на гръцки: Απόστολος, Апостолос) е гръцки духовник, поленински и кукушки митрополит от 1991 до 2009 година.

## Биография
Роден е в 1924 година в Алмирос, Гърция със светското име Папаконстантину (Παπακωνσταντίνου). Завършва теология в Атинския университет. Ръкоположен е за дякон в 1950 г. и за презвитер през 1954 година. Служи като проповедник в Сервийската митрополия. На 27 юни 1967 г. е ръкоположен за митрополит на Закинтос. На 13 юли 1974 г. е обявен за низвергнат. На 18 юли 1974 г. му е дадена титлата калиндоски митрополит. На 10 септември 1991 г. е избран за митрополит на Поленинска и Кукушка епархия в Кукуш (Килкис). Умира на 27 септември 2009 г.